# Hypothèse de la Reine rouge

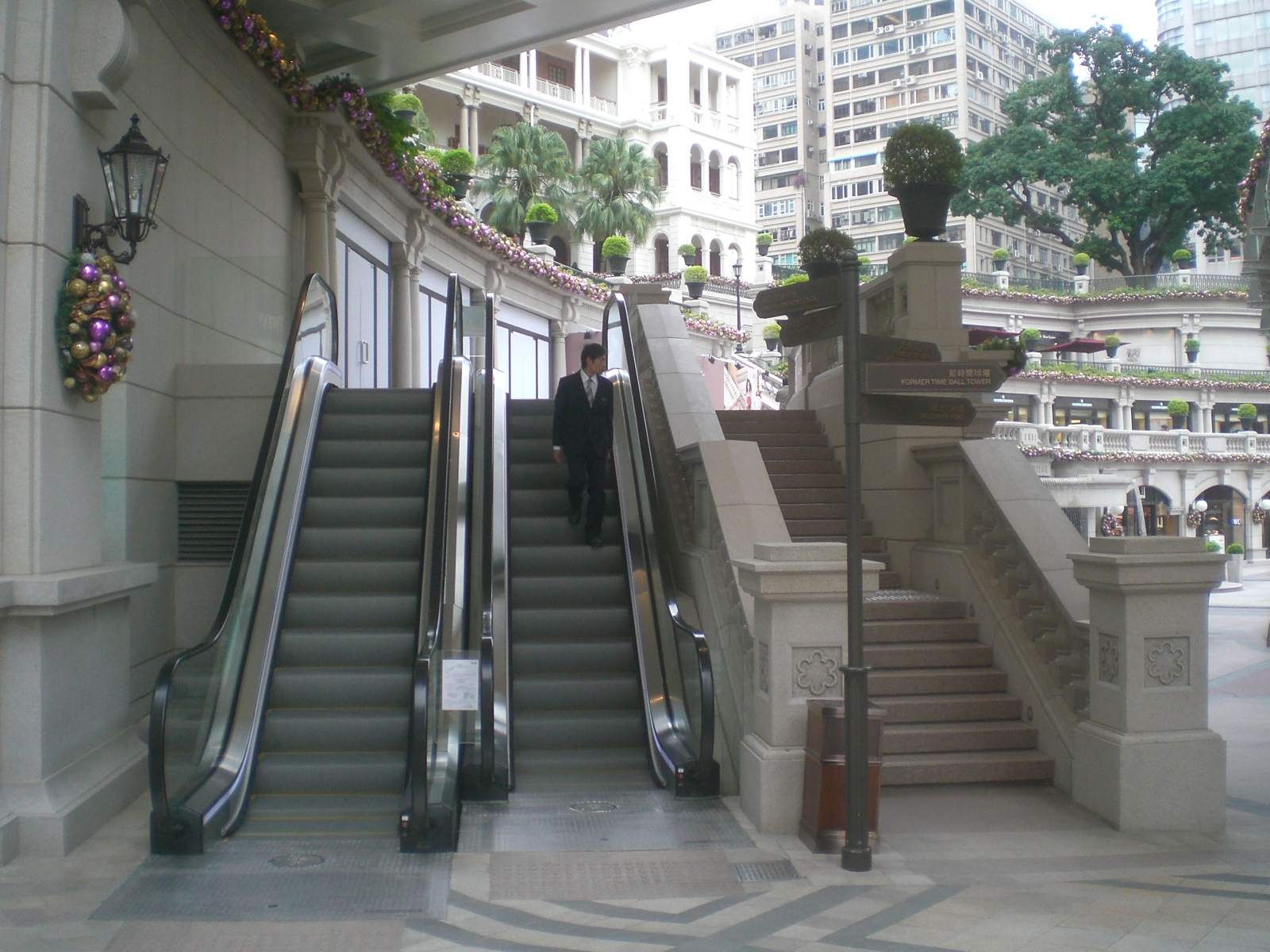
Comme dans cette hypothèse, pour faire du surplace en sens inverse d'un escalateur, il est nécessaire de ne jamais cesser d'avancer, sinon on recule.

«  Course au armements (biologie) » redirige ici. Pour les autres significations, voir Course aux armements (homonymie).
Cet article concerne la biologie. Pour ce qui concerne l'application de ce concept à l'économie, voir Baisse tendancielle du taux de profit.
Pour les articles homonymes, voir Reine rouge.
L'hypothèse de la Reine rouge, également qualifiée de course aux armements, est une hypothèse de la biologie évolutive proposée en 1973 par Leigh Van Valen qui peut se résumer ainsi : l'évolution permanente d'une espèce est nécessaire pour maintenir son aptitude face aux évolutions des espèces avec lesquelles elle coévolue. Selon cette théorie, la majeure partie de la biodiversité actuelle serait produite graduellement, par des processus coévolutifs résultant d'interactions entre organismes qui entraînent des courses évolutives incessantes. Cette hypothèse du rôle majeur des facteurs biotiques est cependant compatible avec l'intervention de facteurs abiotiques à une échelle plus grande.

## Énoncé
Cette hypothèse postule que l'environnement d'un groupe concurrentiel d'organismes (principalement les autres organismes vivants, prédateurs, compétiteurs, ou parasites) se modifierait en permanence, si bien que l'adaptation serait toujours à recommencer, et l'extinction toujours aussi probable.
Cette théorie privilégie les facteurs biotiques comme facteurs sélectifs au cours de l'évolution. Elle n'est néanmoins pas incompatible avec l'intervention de facteurs abiotiques, comme le climat et l'évolution géophysique, à une échelle de temps plus large, telle que par exemple postulée par la théorie des équilibres ponctués.

## Origine et référence
L'hypothèse de la Reine rouge part de la constatation par Van Valen que la probabilité d'extinction d'un groupe d'êtres vivants est constante au cours des temps géologiques. Elle se base sur les courbes de survie, établies par Van Valen, d'une cinquantaine de groupes d'organismes vivants tels que des protistes, des plantes et des animaux. 

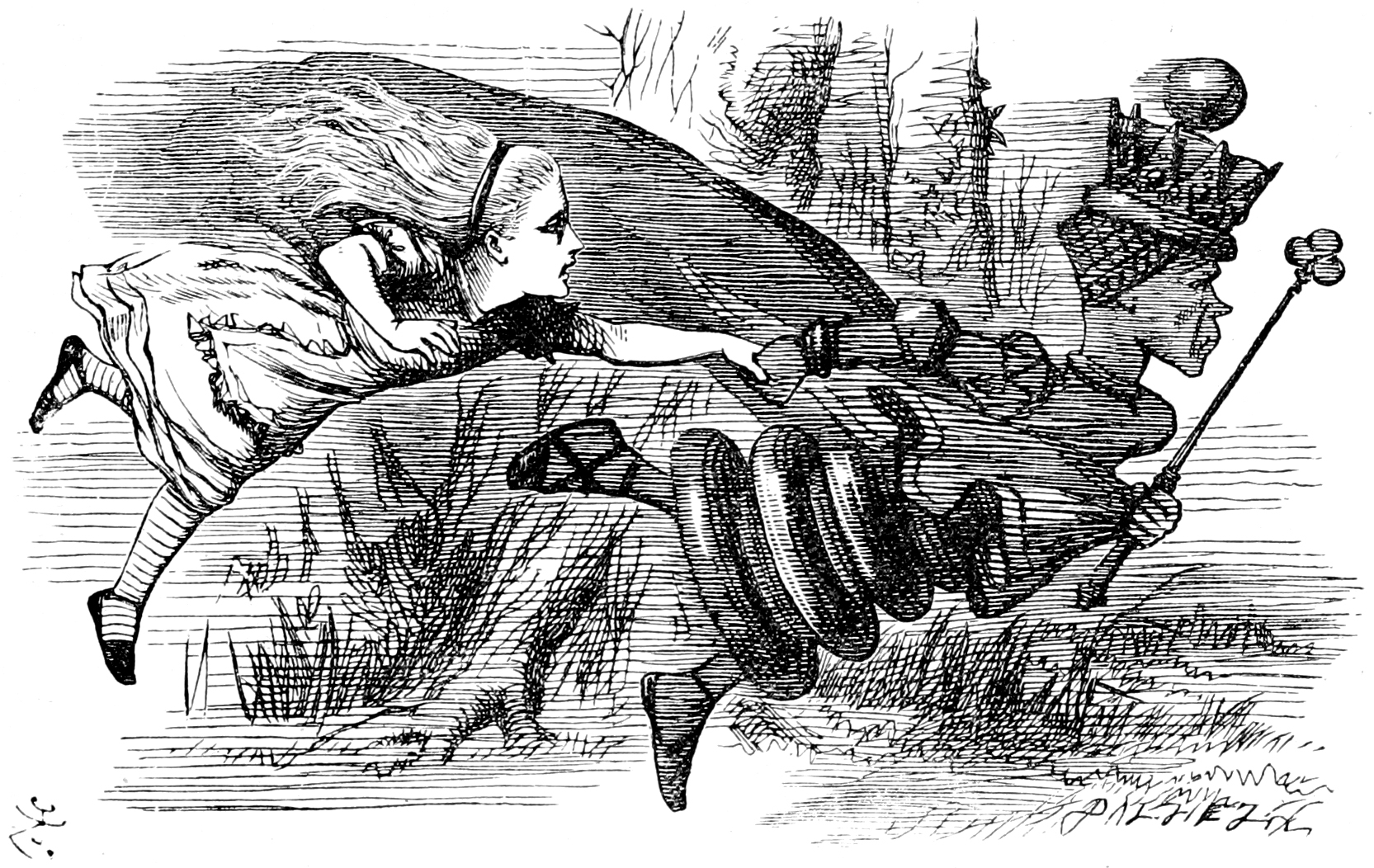
Alice et la Reine rouge : Ici il faut courir pour rester à la même place.

Elle tire son nom d'un épisode fameux du livre de Lewis Carroll De l'autre côté du miroir (deuxième volet d'Alice au pays des merveilles) au cours duquel le personnage principal et la Reine rouge se lancent dans une course effrénée. Alice remarque alors : « On arriverait généralement à un autre endroit si on courait très vite pendant longtemps, comme nous venons de le faire. » Et la reine lui explique : « Ici, vois-tu, on est obligé de courir tant qu'on peut pour rester au même endroit. Si on veut aller ailleurs, il faut courir au moins deux fois plus vite que ça ! »
.
Cette métaphore symbolise la course aux armements (en) entre les espèces. Ainsi, si la sélection naturelle favorise les prédateurs les plus rapides, elle favorise aussi les proies les plus rapides, ce qui aurait pour résultat en régime stationnaire un rapport de forces inchangé entre les espèces et des générations d'individus toujours plus rapides, donc des espèces pas plus « évoluées » vis-à-vis du rapport de forces. Là où l'évolution des proies serait plus rapide pour des raisons génétiques, le prédateur pourrait disparaître et le couple d'espèces serait donc à terme remplacé par un autre (voir : autorégulation). Le processus constitue donc, comme dans le conflit sexuel, une forme de coévolution antagoniste. De ce fait, la théorie de la Reine rouge est également surnommée paradoxe de l'évolution.
Dans cette course, la reproduction sexuée est un avantage certain[réf. nécessaire] grâce à la constante recombinaison des allèles qu'elle permet.

## Course stationnaire contre les parasites et symbiotes
Dans les années 1980, William Donald Hamilton et John Tooby ont indépendamment travaillé sur l'idée que la sélection naturelle doit entraîner des évolutions permanentes de la valeur sélective des génotypes, du fait qu'une population évolue interactivement avec ses parasites.
Tout animal suffisamment gros pour être visible à l’œil nu a en effet des symbiotes (notion de microbiote) et des parasites (virus, bactéries, mycoses ou autres micro-organismes). Du fait que ces microbes sont beaucoup plus petits que leur hôte, ils se reproduisent beaucoup plus rapidement, et leur population peut avoir un très grand nombre de générations pendant la simple durée de vie de leur hôte. Une génération humaine est par exemple de l'ordre de vingt-cinq ans ; pour une bactérie, elle est de l'ordre de vingt minutes : entre les souches bactériennes que reçoit un nourrisson et celles que l'adulte transmet à ses enfants, ces bactéries ont eu plus d'un demi-million de générations pour s'adapter à leur hôte.
D'une manière générale, la population de symbiotes et de parasites peut s'adapter à l'hôte bien plus rapidement que celle de l'hôte ne peut s'adapter à sa charge parasitaire. Du point de vue du parasite, l'hôte est l'environnement quasi permanent auquel il faut s'adapter : c'est cet environnement qui déterminera la valeur sélective de chaque individu ; et la population qui en résulte est celle qui est la mieux adaptée à survivre et se reproduire dans cet environnement. Pour l'hôte, en revanche, c'est sa charge microbienne et parasitaire qui fait partie de l'environnement dans lequel il évolue et auquel il doit être adapté ; son organisme doit être adapté à la présence de ces micro-organismes et à ses effets.
Du fait que la population parasitique évolue en permanence, ce qu'est l'adaptation de l'hôte doit évoluer tout autant : le génotype bien adapté à une charge parasitaire à un instant donné ne sera pas nécessairement optimal pour résister à celle de la génération suivante. Aucun hôte ne peut jamais atteindre l'état hypothétique où il élimine tous ses parasites, parce que ceux-ci gagnent toujours la course à l'évolution : le mieux qu'il puisse faire, c'est y résister de manière optimale.
Hamilton souligna l'implication de cette course « de la Reine rouge » en matière de sélection sexuelle : le choix du candidat à l'accouplement devrait se faire en privilégiant les indicateurs qui montrent que celui-ci résiste particulièrement bien à ses parasites, qu'ils soient virus, bactéries, vers intestinaux, puces, mycoses ou autres dermatoses. Et inversement, comme l'adaptation ne peut jamais être parfaite, la bonne résistance à cette charge parasitaire reste un indicateur pertinent : même si à chaque génération les moins performants tendent à être éliminés, à chaque nouvelle génération l'indicateur se traduit en permanence par des différences de performances entre individus, du fait de l'évolution toujours plus rapide des parasites.

## Course stationnaire contre les mutations
Si la sélection naturelle tend à favoriser l'uniformité d'une espèce, l'effet des mutations génétiques est au contraire d'introduire des variations aléatoires. On estime que chez l'homme, il se produit de une à trois mutations par génération. Mais ce n'est que très rarement, lorsqu'une variation des conditions environnementales fait que le génotype moyen de la population ne coïncide plus avec l'optimum, que la mutation d'un gène peut produire une mutation accidentellement bénéfique du phénotype.
En situation stabilisée, dès lors que l'optimum est le point où la valeur sélective est maximale, à partir du moment où le génotype s'écarte de l'optimum, la variation aura presque toujours un effet non optimal — donc nuisible — sur le phénotype. Si ces mutations s'accumulent, l'organisme produit s'éloignera de plus en plus de l'optimum. Plus un individu supporte de mutations, plus il est dégénéré, et moins il est adapté. La sélection naturelle se fait sentir sur l'accumulation de telles mutations, progressivement, et d'autant plus violemment qu'elles induisent un phénotype trop éloigné de l'optimum écologique de l'espèce. 
Il y a donc un équilibre dynamique entre l'effet des mutations génétiques aléatoires, et celui de la sélection naturelle ramenant en permanence la population dans une distribution floue centrée autour de l'optimum d'adaptation. L'enjeu est alors de supprimer les mutations non optimales au moins aussi rapidement qu'elles se produisent, de manière à maintenir l'espèce globalement proche de son optimum, et contrebalancer l'effet chaotique des mutations. Pour la plupart des espèces, la plupart du temps, l'effet de la sélection naturelle (et le cas échéant de la sélection sexuelle) consiste simplement à éliminer les mutations nocives.